# Satyrus spiripontis
Satyrus spiripontis är en fjärilsart som beskrevs av Gaillard 1959. Satyrus spiripontis ingår i släktet Satyrus och familjen praktfjärilar. Inga underarter finns listade.